# 帕特里克·赫爾曼
帕特里克·赫爾曼（德語：Patrick Herrmann，1991年2月12日—）是德國的一名足球運動員，在場上司職中場。曾效力于德甲球隊慕遜加柏。

## 外部連結
- Patrick Herrmann （页面存档备份，存于） at worldfootball.net
- fussballdaten.de：Patrick Herrmann之統計數據 （德文）